# A Christmas Album (Barbra Streisand)
| Recensione | Giudizio |
| ---------- | -------- |
| AllMusic   |          |

A Christmas Album è il decimo album in studio della cantante statunitense Barbra Streisand, pubblicato nel 1967 dalla Columbia Records.

## Tracce
Lato A
1. Jingle Bells? – 1:56 (Pierpont)
2. Have Yourself a Merry Little Christmas – 3:12 (Blane, Martin)
3. The Christmas Song (Chestnuts Roasting on an Open Fire) – 3:59 (Tormé, Wells)
4. White Christmas – 3:06 (Berlin)
5. My Favorite Things – 3:07 (Hammerstein II, Rodgers)
6. The Best Gift – 3:12 (O'Kun)

Lato B
1. Sleep in Heavenly Peace (Silent Night) – 3:05 (Gruber)
2. Gounod's Ave Maria – 3:24 (Gounod)
3. O Little Town of Bethlehem – 2:56 (Brooks, Redner)
4. I Wonder as I Wander – 3:17 (Niles)
5. The Lord's Prayer – 2:43 (Malotte)

## Classifiche
| Classifica (1967)                    | Posizione massima |
| ------------------------------------ | ----------------- |
| Stati Uniti (Top Holiday Albums)     | 1                 |
| Classifica (1981)                    | Posizione massima |
| Paesi Bassi                          | 35                |
| Classifica (1982)                    | Posizione massima |
| Stati Uniti                          | 108               |
| Classifica (1991-1992)               | Posizione massima |
| Paesi Bassi                          | 52                |
| Classifica (2012)                    | Posizione massima |
| Stati Uniti                          | 153               |
| Stati Uniti (Top Holiday Albums)     | 3                 |
| Stati Uniti (Top Pop Catalog Albums) | 5                 |
| Classifica (2013)                    | Posizione massima |
| Stati Uniti                          | 153               |
| Stati Uniti (Top Holiday Albums)     | 3                 |